# Napoleonova invazija na Rusiju
Napoleonova invazija na Rusiju 1812. godine, predstavlja prekretnicu Napoleonovih ratova. Napoleon je s 691 500 vojnika krenuo 24. lipnja 1812. u invaziju Rusije. Ruska vojska suprotstavila se sa strategijom spržene zemlje i izbjegavanjem velikih bitaka. Napoleon je zauzeo ispražnjenu Moskvu, ali bez opskrbe i bez odlučne pobjede nad ruskom vojskom morao se povlačiti iz Rusije za vrijeme jake zime. Pohod na Rusiju sveo je snage Francuza i njihovih saveznika na oko 3% početne jačine. Ta invazija imala je veliki utjecaj na rusku kulturu, što se očituje Tolstojevim djelom "Rat i mir", kao i sovjetskom identifikacijom francuske invazije s njemačkom invazijom 1941. – 1945. Napoleonova invazija u Rusiji je poznata kao Domovinski rat. Ponekad se označava i kao "rat 1812."
Izuzev što se glomazne pripreme za invaziju Rusije zapravo nisu mogle sakriti, imao je ruski dvor o ratnim planovima Francuske dobre informacije od špijunske mreže koju su na Napoleonovom dvoru bili uspostavili mladi diplomati Aleksandar Černišjov (kasnije, ruski ministar obrane 1827.-1852.) i Karl Nasselrode (kasnije, ruski ministar vanjskih poslova 1816.-1856.). Na temelju pravilne ocjene snaga i slabosti Napoleonove vojske i vlastitih snaga, Rusi su sustavno proveli plan koji se sastojao u postupnom iscrpljivanju Francuza (Europljana, zapravo, jer je Napoleon do tada ovladao većinom kontinenta i mogao mobilizirati vojske u raznim europskim narodima) oružanim otporom ruske vojske u povlačenju, iseljavanjem stanovništva i uništavanjem svega što su napadači mogli koristiti na njihovom teritoriju - Rusi su iselili i spalili čak i vlastitu prijestolnicu Moskvu. Nakon što je u krajem ljeta 1812. godine ustanovio da u zauzetoj Moskvi i drugdje na okupiranim terotorijima ne raspolaže skoro ničim čime bi mogao opskrbiti vojsku da ondje prezimi, Napoleon se krenuo povlačiti natrag na zapad, pri čemu mu se vojska raspala.
Nakon Napoleonovog povlačenja iz Rusije, uslijedio je Rat šeste koalicije 1812.-1814. god. koji je završio Bitkom za Pariz (30.-31. ožujka 1814.) kada su ruske trupe pod osobnim zapovjedništvom Cara Aleksandra I., te u savezništvu sa snagama Pruske i Austrije, osvojile Pariz. Na Bečkom kongresu 1814.-1815. god. je među silama pobjednicama potvrđen status Rusije kao europske velesile, čiji je teritorij zahvatio Finsku, Besarabiju, te dijelove Poljske kojima je su do 1807. god. bile vladale Pruska i Austrija.

## Velika armija
Francuska Velika armija od 691 501 vojnika je 24. lipnja 1812. prešla rijeku Njemen i krenula prema Moskvi. Bila je to do tada najveća sakupljena vojska u europskoj povijesti. Velika armija bila je podijeljena na: središnju udarnu silu od 250 000 vojnika pod Napoleonovim zapovjedništvom, dvije druge frontalne armije pod zapovjedništvom Eugènea de Beauharnaisa (80 000 vojnika) i Jérômea Bonapartea, najmlađeg Napoleonova brata (70 000 vojnika), dva odvojena korpusa pod zapovjedništvom Jacquesa MacDonalda (32 000 vojnika) i Karla Schwarzenberga (34 000 austrijskih vojnika) te rezervna armija od 225 000 vojnika.
Pored toga 80 000 gardista regrutirano je za obranu granica Varšavskog vojvodstva. Zajedno s njima ukupne francuske snage na ruskoj granici i u Rusiji bile su gotovo 800 000 vojnika. Toliki broj vojnika jako je rastegao carstvo, jer je 300 000 francuskih vojnika bilo u Španjolskoj, a preko 200 000 u Njemačkoj i Italiji.
Od Velike armije većinu su činili Francuzi. Bilo ih je 450 000. Saveznici su činili ostatak. Tako je bilo 34 000 Austrijanaca, 95 000 Poljaka, 90 000 Nijemaca (24 000 Bavaraca, 20 000 Saksonaca, 20 000 Prusa, 17 000 Vestfalaca i nekoliko tisuća iz malih porajnjskih država), 30 000 Talijana, 25 000 Napolitanaca i ostalih.

## Ruska armija
Prema modernim procjenama, ruska armija 1812. imala je u početku manje vojnika od francuske Velike armije. Oko 280 000 ruskih vojnika bilo je raspoređeno na poljskoj granici. Car Aleksandar I. Romanov prethodno je namjeravao izvršiti invaziju Varšavskog vojvodstva. Ukupno su Rusi imali 500 000 vojnika (procjene se kreću od 350 000 do 710 000 vojnika). 
Ruska vojska bila je podijeljena u tri armije:
- Prva armija Zapada od 159 800 vojnika pod zapovjedništvom Barclaya de Tollyja
- Druga armija Zapada od 62 000 vojnika pod zapovjedništvom Pjotra Bagrationa
- Treća armija Zapada od 58 200 vojnika pod zapovjedništvom Aleksandra Tomasova.

Postojale su i dvije rezerve od 65 000 i 47 000 vojnika. Ako se to zbroji, Rusi su na frontu imali 392 000 vojnika nasuprot Napoleonove Velike armije. Osim toga, Rusija je sklopila mir sa Švedskom i Turskom pa je oslobodila dodatnih 100 000 vojnika za rat protiv Napoleona. Učinjeni su veliki napori, da se popuni ruska vojska pa je do rujna imala oko 900 000 vojnika, ne računajući neredovne kozačke jedinice, kojih je bilo 70 000 do 80 000.

## Marš na Moskvu
Invazija je započela 23. lipnja 1812. Napoleon je poslao posljednju mirovnu ponudu u Sankt Peterburg prije započinjanja operacija. Nikad nije dobio odgovor, tako da je izdao naređenje, da se krene na ruski dio Poljske. U početku se suočavao s jako slabim otporom pa je napredovao brzo kroz ruski teritorij. Glavni zapovjednik ruskih snaga Barclay de Tolly odbijao je boriti se, iako je Pjotr Bagration inzistirao na borbi. Nekoliko puta pokušao je uspostaviti jake obrambene pozicije, ali svaki put francuska prethodnica bila je prebrza pa ne bi na vrijeme završio pripreme. Zbog toga je bio prinuđen povlačiti se.
Kako je francuska vojska dalje napredovala, suočavala se s problemima snabdijevanja, a pogotovo zbog ruske strategije spržene zemlje. Rastao je politički pritisak na Barclaya, da se uđe u bitku s Francuzima. Osim toga generali su se suprotstavljali njegovoj strategiji vođenja rata pa je smijenjen, a na čelo ruske vojske postavljen je Mihail Kutuzov. Iako je Kutuzov drugačije govorio nastavio je izbjegavati bitke na isti način kao i Barcley, jer je smatrao da je besmisleno žrtvovati vojsku u bitkama. Poslije bitke kod Smolenska 16. – 18. kolovoza 1812. konačno je Kutuzov uspio uspostaviti obrambenu poziciju na Borodinu.
Bitka kod Borodina odigrala se 7. rujna i predstavljala je najkrvaviji dan u Napoleonskim ratovima, a moguće i u cijeloj ljudskoj povijesti. Ruska je vojska tada prepolovljena, pa je 8. rujna bila primorana povući se, ostavljajući Moskvu nebranjenom. Kutuzov je naredio evakuaciju Moskve. Rusi su poslije toga uspjeli ojačati vojsku dovlačeći pojačanja, pa su imali oko 904 000 vojnika s oko 100 000 u neposrednoj blizini Moskve.

## Zauzimanje Moskve
Napoleon je ušao u napuštenu Moskvu u kojoj nije mogao naći gotovo ništa, što bi koristilo snabdijevanju njegove vojske. Napoleon se oslanjao na klasična pravila rata, čiji je cilj zauzimanje neprijateljske prijestolnice (iako je u to vrijeme Sankt Peterburg bio prijestonica), pa je očekivao, da ruski car ponudi kapitulaciju. Ali, to se nije dogodilo. Rusi nisu namjeravali predati se. Kada se Napoleon pripremao ući u Moskvu bio je iznenađen, da nije došla nijedna delegacija iz grada. Obično se događalo, da gradske vlasti dočekaju Napoleona i predaju mu ključeve grada u pokušaju da se spasi stanovništvo. Napoleon nije našao nikoga u Moskvi. Rusi su potpuno napustili Moskvu. Grad je prije napuštanja imao 270 000 stanovnika. Kada su se Rusi povlačili iz Moskve, spalili su sve što je moglo biti od koristi Francuzima. U Kremlju je još uvijek bila trećina stanovništva, a to su bili strani trgovci, sluge i ljudi koji nisu mogli pobjeći.

## Palež Moskve
Kako je veliki dio francuske vojske ušao u Moskvu, započela je borba u kojoj se svaki vojnik borio za sebe i tražio je hranu samo za sebe. Nastao je potpuni kaos, u kome su se izgubile veze nadređenih i vojnika. Prije nego što je napustio grad, Rastopčin je naredio policijskom superintendantu da zapali ne samo zalihe, nego i sve što se može zapaliti. Dvije trećine Moskve bilo je od drvenih kuća, pa je Moskva temeljito izgorjela. Procjena je da je četiri petine Moskve bilo potpuno uništeno. Francuzi su tako ostali bez skloništa u gradu. Prije napuštanja Moskve i Napoleon je dao naređenje da se zapali Kremlj i sve javne zgrade. Osim toga francuska Velika armija bila je nezadovoljna stanjem pa je počela pljačkati ono što je ostalo od Moskve.

## Povlačenje
Sjedeći na pepelu spaljenoga grada, ali bez ruske kapitulacije, Napoleon je započeo veliko povlačenje. U bici kod Malojaroslaveca Kutuzov je prisilio francusku armiju da krene istim onim Smolenskim putem, kojim je ranije došla u Rusiji. A na tome pravcu odavno nije bilo nikakvih zaliha hrane. To je bio još jedan primjer strategije spržene zemlje. Kutuzov je blokirao francusku vojsku sprečavajući je da koristi drugačije pravce, na kojima bi našla hrane. Blokirao je južno krilo, da spriječi Francuze da krenu drugim putem, a koristio je i partizansku taktiku kako bi stalno udarao Francuze na mjestima gdje su najslabiji. Laka ruska konjica, uključujući Kozake napadala je i razbijala izolirane francuske jedinice.
Opskrba francuske vojske postala je nemoguća. Izostanak trave slabio je preostale konje. Većina konja već je bila ubijena, da bi se nahranili vojnici. Bez konja francuska konjica je prestala postojati, tako da su i konjanici morali pješačiti. Zbog nedostatka konja morali su ostaviti i sve topove iza sebe, jer ih nije imao tko vući. Zbog nestanka konja morali su ostaviti čak i kola za opskrbu. Francuska je još nekako i mogla kasnije nadoknaditi gubitak topništva, ali gubitak vojnih kola za opskrbu stvorio je velike logističke probleme i u kasnijim godinama, jer su tisuće najboljih vojnih kola ostavili u Rusiji. Nastupila je glad i bolesti, a dezerterstvo se raširilo. Većinu dezertera bi ruski seljaci ili zarobili ili pogubili. Pod tim okolnostima jako oslabljena Velika armija bila je poražena u bitkama kod Vjazme i Krasnoja, a pojedini francuski korpusi bili su poraženi u odvojenim bitkama. Prelazak rijeke Berezine na području Bjelorusije predstavljao je konačnu katastrofu francuske vojske. Dok su se ostaci Velike armije borili, da prijeđu preko pontonskih mostova, dvije ruske armije su im na Berezini nanijele ogromne gubitke.
Početkom prosinca 1812. Napoleon je saznao, da je general Claude François de Malet pokušao državni udar u Francuskoj. Zbog toga je napustio ostatke svoje Velike armije i na sanjkama je požurio u Pariz. Ostavio je maršala Joachima Murata kao glavnog vojskovođu. Murat je kasnije otišao da bi spasio Napuljsku kraljevinu kojom je vladao, a kao zapovjednika je ostavio Eugènea de Beauharnaisa. Narednih tjedana još su više smanjeni ostaci Velike armije, a 14. prosinca 1812. napustili su ruski teritorij. U postrojbama koje su ostale bilo je još samo oko 22 000 Napoleonovih vojnika. Ruski gubitci u nekoliko otvorenih bitaka bili su slični francuskim, ali ruski civilni gubitci bili su veći od vojnih. Oko milijun ljudi ubijeno je, od toga pola Rusa, a pola Francuza. Vojni gubitci bili su oko 300 000 Francuza, 70 000 Poljaka, 50 000 Talijana, 80 000 Nijemaca i možda oko 450 000 Rusa. Osim toga Francuzi su izgubili 1000 topova i 200 000 konja.

## Povijesna procjena
Ruska pobjeda nad francuskom vojskom 1812. predstavljala je veliki udar Napoleonovim ambicijama o dominaciji u Europi. Kao što je bitka kod Trafalgara bila prekretnica na moru, tako je ruski pohod predstavljao prekretnicu napoleonskih ratova, koji je vodio Napoleonovu porazu. Za Rusiju pojam Domovinski rat predstavlja simbol za ojačanje njihovoga nacionalnoga identiteta. Imao je veliki utjecaj na ruski patriotizam 19. stoljeća. Neposredni rezultat patriotskoga pokreta bila je jaka težnja za modernizacijom zemlje, što će dovesti do niza revolucija, počevši s pobunom dekabrista, pa do Februarske revolucije 1917.
Napoleon nije bio potpuno poražen u Rusiji. Već sljedeće godine Napoleon je sakupio 400 000 francuskih vojnika i još četvrt milijuna savezničkih vojnika, da bi zadržao kontrolu nad Njemačkom. Konačno je poražen tek u bitci kod Leipziga 16. – 19. listopada 1813. Ali i nakon te bitke još se borio i tijekom 1814. Ruski pohod je s druge strane otkrio, da Napoleon nije nepobijediv. Njemački nacionalisti su se na poticaj pruskih i ruskih nacionalista pobunili u cijeloj Rajnskoj konfederaciji. 
Nakon neuspjele Napoleonove invazije, uslijedio je Rat šeste koalicije 1812.-1814. god. u kojemu su 30.-31. ožujka 1814. god.  koalicijske snage predvođene Rusima osvojile Pariz. Bečki kongres 1814.-1815. god. - kojem je svrha bila trajnije obuzdavanje moći Francuske (objektivno, najbogatije i najmnogoljudnije europske države tog doba) i mirna podjela vlasti nad Europom - je Rusko Carstvo nagradio dijelovima država koje uopće nisu bile sudjelovale u invaziji na Rusiju: Švedskoj je trajno oduzeta Finska (koju je Rusija bila zauzela 1809. godine), a Pruska i Austrija su morale pristati da Rusiji priznaju vlast nad tzv. Kongresnom Poljskom, tj. dijelovima njihovog teritorija (od podjele Poljske krajem 18. stoljeća) koje im je 1807. god. bio oduzeo Napoleon radi osnivanja Varšavskog vojvodstva; također je priznata ruska vlast nad Besarabijom, koju je 1812. godine Rusija bila zaposjela u ratu s Osmanskim Carstvom. Međutim nije Rusija ostvarila niti približno onakvu dominaciju nad Europom, kakvu je na kratko vrijeme bila ostvarila Francuska po Napoleonom. Potpuna reafirmacija Francuske kao velesile u savezništvu s Velikom Britanijom će uslijediti nakon što se u vrijeme Krimskog rata (1853.-1856.) pokazalo da ruski zapadni susjedi Austrija, Pruska i Švedska nisu nimalo zainteresirani da budu, tj. ostanu saveznicima Rusiji u njenoj namjeri da zamijeni hegemoniju oronulog Osmanskog Carstva na istoku Sredozemlja. Međutim je i nakon Pariškog kongresa 1856. godine Rusija uspjela zadržati sva područja Europe kojima je do tada - u podjelama Poljske krajem 18. stoljeća, te prema uvjetima Bečkog kongresa 1814.-1815. god. - bila ovladala.